# Gabinete Kallas III
El Gabinete Kallas III es el actual gabinete de gobierno de Estonia. El gabinete prestó juramento el 17 de abril de 2023 tras las elecciones parlamentarias de 2023.

## Apoyo parlamentario
| Cámara    | Candidato   | Fecha                                        | Voto |    |    |    |    |   |   | Total  |
| --------- | ----------- | -------------------------------------------- | ---- | -- | -- | -- | -- | - | - | ------ |
| Riigikogu | Kaja Kallas | 12 de abril de 2023 Mayoría simple requerida | Sí   | 37 |    |    | 14 | 8 |   | 59/101 |
| Riigikogu | Kaja Kallas | 12 de abril de 2023 Mayoría simple requerida | No   |    | 14 | 16 |    |   | 8 | 38/101 |
| Riigikogu | Kaja Kallas | 12 de abril de 2023 Mayoría simple requerida | Abs. |    | 3  |    |    | 1 |   | 4/101  |

## Gabinete Ministerial

### Primera ministra de la República de Estonia
| Fotografía | Primera ministra | Período             | Período             | Partido | Partido | Ref   |
| Fotografía | Primera ministra | Inicio              | Fin                 | Partido | Partido | Ref   |
| ---------- | ---------------- | ------------------- | ------------------- | ------- | ------- | ----- |
|            | Kaja Kallas      | 26 de enero de 2021 | 29 de abril de 2024 |         |         | [ 2 ] |

### Ministerios
| Ministerio                               | Fotografía | Titular         | Período             | Período             | Partido | Partido | Ref    |
| Ministerio                               | Fotografía | Titular         | Inicio              | Fin                 | Partido | Partido | Ref    |
| ---------------------------------------- | ---------- | --------------- | ------------------- | ------------------- | ------- | ------- | ------ |
| Asuntos Regionales                       |            | Madis Kallas    | 17 de abril de 2023 | 26 de abril de 2024 |         |         | [ 3 ]  |
| Asuntos Regionales                       |            | Piret Hartman   | 26 de abril de 2024 | 29 de abril de 2024 |         |         |        |
| Clima                                    |            | Kristen Michal  | 17 de abril de 2023 | 29 de abril de 2024 |         |         | [ 4 ]  |
| Cultura                                  |            | Heidy Purga     | 17 de abril de 2023 | 29 de abril de 2024 |         |         | [ 5 ]  |
| Defensa                                  |            | Hanno Pevkur    | 18 de julio de 2022 | 29 de abril de 2024 |         |         | [ 6 ]  |
| Economía y Tecnologías de la Información |            | Tiit Riisalo    | 17 de abril de 2023 | 29 de abril de 2024 |         |         | [ 7 ]  |
| Educación y Ciencia                      |            | Kristina Kallas | 17 de abril de 2023 | 29 de abril de 2024 |         |         | [ 8 ]  |
| Finanzas                                 |            | Mart Võrklaev   | 17 de abril de 2023 | 29 de abril de 2024 |         |         | [ 9 ]  |
| Interior                                 |            | Lauri Läänemets | 18 de julio de 2022 | 29 de abril de 2024 |         |         | [ 10 ] |
| Justicia                                 |            | Kalle Laanet    | 17 de abril de 2023 | 1 de abril de 2024  |         |         | [ 11 ] |
| Justicia                                 |            | Madis Timpson   | 1 de abril de 2024  | 29 de abril de 2024 |         |         |        |
| Protección Social                        |            | Signe Riisalo   | 26 de enero de 2021 | 29 de abril de 2024 |         |         | [ 12 ] |
| Relaciones Exteriores                    |            | Margus Tsahkna  | 17 de abril de 2023 | 29 de abril de 2024 |         |         | [ 13 ] |
| Salud                                    |            | Riina Sikkut    | 17 de abril de 2023 | 29 de abril de 2024 |         |         | [ 14 ] |